# Вукі

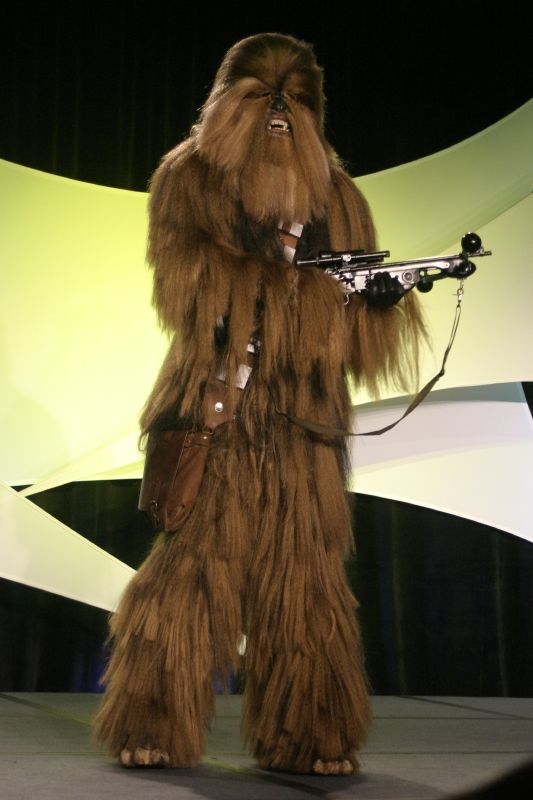
Косплей на вукі Чубакка

Вукі (англ. Wookiees) — раса з вигаданому всесвіті «Зоряних воєн», вид волохатих гуманоїдів, мешканці планети Кашиїк (англ. Kashyyyk). Один з найвідоміших представників раси — Чубакка, друг Хана Соло і другий пілот «Тисячолітнього сокола», який зіграв важливу роль у громадянській війні і після неї. Серед вукі зустрічалися і джедаї. Сама назва «вукі» перекладається як «люди дерев», їхнє природне місце існування — дрімучі ліси (хоча одне з джерел стверджує, що вони були прибульцями на цій планеті, і не тільки на цій) з дерев врошір, на яких вуки будували свої будинки. Єдина раса «природного походження», яка безпосередньо і масово взяла участь у війнах Клонів (оскільки за Республіку билися клони мандалоріанського найманця Фетта, а війська сепаратистів складалися з дроїдів Торгової Федерації).

## Опис
Дорослі вукі були високими, вони мали ріст вище двох метрів і були повністю покриті щільною шерстю. Хоча білі вуки-альбіноси були рідкістю, це не було винятком. Однак їхнє народження було поганою ознакою, оскільки біла шерсть не гармоніювала з лісом.
Молоді вукі народжувалися великими (зазвичай трохи більше метра). Вукі володіли грізними кігтями для лазіння. Самиці вукі мали шість грудей і виношували дитинчат протягом року. Після народження вукі виростали, ставали повністю розумними і вчилися ходити за рік. Середня тривалість життя вукі становила приблизно 600 років. Незважаючи на їхню дику зовнішність, вукі володіли розвинутим інтелектом і навіть могли подорожувати в космосі. Вукі також володіли величезною силою (найсильніша раса Галактики) і були природженими механіками.
Вуки не відрізнялися стриманим характером. Коли Чубакка програвав роботу R2-D2 в дежарік під час їхньої подорожі на Альдераан, Хан Соло сказав C-3PO, що розлючений вукі може запросто вирвати йому руки, так що краще не злити його. Але, попри свій темперамент, вукі були зазвичай дуже ніжними і дружелюбними з друзями і сім'єю.

## Звичаї, культура та громадська структура
Вукі живуть великими сім'ями патріархального укладу зі складною ієрархічною структурою, заснованою на віці. На чолі великого роду стоїть досвідчений ватажок або вождь чоловічої статі. На вищий щабель по ієрархії вступають тільки після досягнення певного віку і пройшовши особливий ритуал посвяти. Ритуали носять релігійний характер. Релігія Вукі ґрунтується на запереченні матеріалізму, поклонінні силам природи і зв'язку з екологією їхньої планети. Один з головних традиційних свят вукі — День Життя, коли великі сім'ї вукі збираються разом, щоб відсвяткувати день радості і гармонії.
Важливий звичай вукі — Борг Життя. Це священний звичай вукі, який вимагає відплатити за порятунок власного життя довічною вірністю до рятівника. Вважається, що в основі вірності Чубакки до Хана Соло лежить той факт, що Хан Соло, будучи офіцером Імперії, врятував його з імперського рабства і вивіз з планети Кашиїк. Відтоді Чубі став його постійним супутником і вірним помічником.

## Історія у розширеному всесвіті «Зоряних війн»

### Рання історія
Хоча вважається, що рідна планета вукі — це Кашиїк, дехто дотримується іншої думки. За кілька тисячоліть до виникнення Галактичної Республіки Кашиїк був частиною Нескінченної Імперії. Раса Раката змінили поверхню планети для сільськогосподарських цілей, однак після розвалу імперії все сільське господарство залишилося без нагляду, в результаті чого на планеті виросли рослини гігантських розмірів.
Близько 36453 року ДБЯ на Кашиїку «прокинулася» давня піраміда То Йор, яку воїни вукі охороняли довгий час. Деякі вукі увійшли в нього. Вони були перенесені Те Йором на планету Тайтон, де стали частиною мультирасового народу тайтонці і брали участь в утворенні Ордену джедаїв, створеного для вивчення теоретичних і практичних аспектів Сили.
Згодом Кашиїк відкрила Корпорація Зерка, після чого поневолила місцевих вукі. Вони дали планеті кодову назву «G5-623», а потім, після голосування акціонерів компанії, перейменували планету «Едеан». Однак у 3956 році ДБЯ Зерка втратила контроль над Кашиїком, коли місцеве населення вукі знищило місцеву штаб-квартиру корпорації і вигнало всіх прибульців з планети. Це сталося якраз перед рішенням Кашиїка про приєднання до Галактичної Республіки.
Народ вукі поважали в Республіці завдяки їхнім торговим відносинам з корелліанцями і альдераанцями. Принаймні один з вукі, майстер-джедай Тівокка, став членом Ордену Джедаїв. Кашиїк мав свого представника в Галактичному Сенаті. В останні десятиліття існування Республіки сенатор Йаруа представляв інтереси відразу двох планет: Кашиїк і Трандоша, рідної планети трандошан.
Однак трандошани образилися на своїх сусідів вукі після того, як деякі з них примкнули до Торгової Федерації для колонізації Аларіс Прайм. У 32 році ДБЯ вони вдалися до спроби вбивства Йаруа. У 23 році ДБЯ з місяця Трандоша було скоєно напад на корабель вукі, після чого вукі взяли Трандоша в кільце блокади. У 22 році ДБЯ вукі спробували провести переговори, спираючись на медитацію майстра-джедая Оппо Ранцісіса, проте вони були провалені, коли стало відомо, що трандошани відновили своє представництво в Торговій Федерації.

### Війни клонів
На початку Війни клонів вукі зберігали нейтралітет. Однак після смерті принца Рікуммії від рук дроїда сепаратистів, король Гракчавваа повів свій народ в бій на боці Республіки.
Згодом на Кашиїк вторглися війська Конфедерації. Захоплення планети допомогло би сепаратистам встановити контроль над гіперкосмічними шляхами і використовувати секретні торгові і комунікаційні зв'язки вукі. У відповідь Республіка направила на оборону планети Кашиїк війська клонів на чолі давнього друга вукі магістра-джедая Йоди. Об'єднані сили клонів і вукі відбили атаку дроїдів сепаратистів і їхніх союзників з Трандоша в Битві за Кашиїк.
Однак перемога була короткочасною. З утворенням Галактичної Імперії джедаї були оголошені ворогами суспільства. Клони захопили Кашиїк і на планеті було оголошено воєнний стан. У відповідь вукі організували повстанський рух проти нових загарбників.

### Пізня історія
За порадою трандошан Імперія поневолила вукі через їхню величезну силу, яка була необхідна імперцям. Їх використовували як робочу силу на великій кількості імперських проектів, в тому числі на будівництві військового комплексу «Утроба» і обох Зірок Смерті. Однак, віддані своїй рідній планеті, багато вукі втекли з імперських гарнізонів, щоб повернутися в свої улюблені ліси і відзначити важливі національні свята, зокрема, День Життя.
Після Битви при Ендорі Альянс вільних планет звільнив вукі з рабства. Нагаї також здійснили спробу поневолити вукі, однак на їхньому шляху встала Нова Республіка. Але Імперія швидко відновила свою присутність на планеті Кашиїк і поневолила вукі знову. Приблизно у 5 році ПБЯ Хан Соло і Чубакка змогли революційно налаштувати місцеве населення, яке допомогло Лендо Калріссіану і адміралу Акбару перемогти в космічній битві гранд-адмірала Пеккаті Сіна недалеко від сектора Сумитра.
У Сенаті Нової Республіки вукі представляв Керрітрарр, а Кашиїк став ключовою планетою і членом Внутрішнього Ради. Планета продовжувала нарощувати торговельні зв'язки, а місто Тіккііана стало головним експортером комп'ютерних технологій. Однак це стало причиною того, що в 23 році ПБЯ агенти Другої Імперії обрали своєю мішенню саме це місто. Загін особливого призначення під командуванням Зекка здійснив ряд нальотів на комп'ютерні магазини Тіккііана.
Під час війни з Юужань-Вонг вуки продовжували підтримувати Нову Республіку і її правонаступника — Галактичний Альянс. Після звільнення Корусанта на планеті відбулися масові святкування.

## Мова
Вукі розмовляють особливою мовою Ширіївук (англ. Shyriiwook), яка являє собою специфічну форму рику, завивань і гавкоту, доступну тільки вукі. Інші раси можуть розуміти її, але не можуть говорити на ній. В оригінальній трилогії Хан Соло розуміє мову Чубакки. Через особливу будови голосових зв'язок і анатомії вукі не здатні розмовляти на інших мовах, але можуть вивчати їх і розуміти.

## Чутливість до Сили
У книзі «Молоді лицарі джедаї» (Young Jedi Knights) молодий племінник Чубакки по імені Лубакка (Lowbacca) чутливий до Сили.

## Технології
Крім глибоких знань екології своєї рідної планети і технологій будівництва гігантських будинків і сіл на деревах вукі створили унікальну високотехнологічну зброю — енергетичний арбалет вукі. Він стріляє енергетичними болтами, що володіють підвищеною стримуючою здатністю, а також використовує болти з вибухаючими наконечниками.

## Цікаві факти
- Сама назва «вукі» вперше з'явилася у фільмі Джорджа Лукаса THX 1138. Його, імпровізуючи, видав один з акторів у фразі: «Здається, я тільки що переїхав вукі».
- Вукі вже присутні у ранніх проектах саги про Зоряні війни. У багатьох ранніх версіях історії, яка зрештою стала серією «Нової надією», вирішальна битва відбувалося на планеті, населеній вукі. Ця ідея повторно з'являлася в перших версіях «Повернення джедая», хоча вукі все-таки були замінені на евоків. У «Помсті ситхів» довгоочікувана армія вуки нарешті з'явилася на екрані.
- Джордж Лукас ухвалив, що більше вукі-джедаїв в Розширеного Всесвіту бути не повинно. Він заборонив Obsidian Entertainment зробити Ханхарра темним джедаем. Кірлокка, Лубакка і Тівокка — єдині вукі-джедаї, їх встигли створити і розвинути їхню біографії ще до заяви Лукаса.
- Вукі спеціально зробили дуже схожими на снігову людину, про що було розказано в одному з випусків Star Wars Tales, в якому проводилися паралелі між Чубаккою з Ханом Соло і Індіаною Джонсом.
- У грі Knights of the Old Republic йдеться про давнього вукі, якого звали Бакка. По всій видимості, він був першим вукі, який виявив існування життя поза Кашиїком, після того як в його лісах зазнав аварії дослідницький зонд. З уламків зонду Бакка скував собі зброю, яка часто зустрічається у фольклорі і міфології вукі.
- У ранніх публікаціях слово «Wookiee» часто записувалося як «Wookie».